# Хронологія світових рекордів з бігу на 1 милю серед жінок
Світові рекорди з бігу на 1 милю визнаються Світовою легкою атлетикою з-поміж результатів, показаних на відповідній дистанції на біговій доріжці стадіону, за умови дотримання встановлених вимог.
Світові рекорди у бігу на 1 милю серед жінок фіксуються з 1967.

## Хронологія рекордів
| Результат                             | Атлетка                   | Місто змагань | Дата змагань | Примітки    | Відео            |
| ------------------------------------- | ------------------------- | ------------- | ------------ | ----------- | ---------------- |
| 4.37,0h                               | Енн Сміт Велика Британія  | Лондон        | 03.06.1967   |             |                  |
| 4.36,8h                               | Марія Гоммерс Нідерланди  | Лестер        | 14.06.1967   |             |                  |
| 4.35,3h                               | Еллен Тіттель ФРН         | Сіттард       | 20.08.1971   |             |                  |
| 4.29,5h                               | Паола Каккі Італія        | В'яреджо      | 08.09.1973   |             |                  |
| 4.23,8h                               | Наталя Мерешеску Румунія  | Бухарест      | 21.05.1977   |             |                  |
| 4.22,1h (4.22,09)                     | Наталя Мерешеску Румунія  | Окленд        | 27.01.1979   |             |                  |
| 4.21,7h (4.21,68)                     | Мері Декер США            | Окленд        | 26.01.1980   |             |                  |
| 4.20,89                               | Людмила Веселкова СРСР    | Болонья       | 12.09.1981   |             |                  |
| 4.18,08                               | Мері Тебб (Декер) США     | Париж         | 09.07.1982   |             |                  |
| 4.17,44                               | Марічіка Пуйке Румунія    | Рієті         | 16.09.1982   |             |                  |
| 4.16,71                               | Мері Слейні (Декер) США   | Цюрих         | 21.08.1985   |             |                  |
| 4.15,61                               | Паула Іван Румунія        | Ніцца         | 10.07.1989   |             | Відео на YouTube |
| 4.12,56                               | Світлана Мастеркова Росія | Цюрих         | 14.08.1996   |             | Відео на YouTube |
| 4.12,33                               | Сіфан Гассан Нідерланди   | Фонв'єй       | 12.07.2019   | [ 1 ] [ 2 ] | Відео на YouTube |
| 4.07,64                               | Фейт Кіп'єгон Кенія       | Фонв'єй       | 21.07.2023   | [ 3 ] [ 4 ] | Відео на YouTube |
| 1 рік, 251 день від дати встановлення |                           |               |              |             |                  |